# Dreifaltigkeitskapelle (Schlammersdorf)

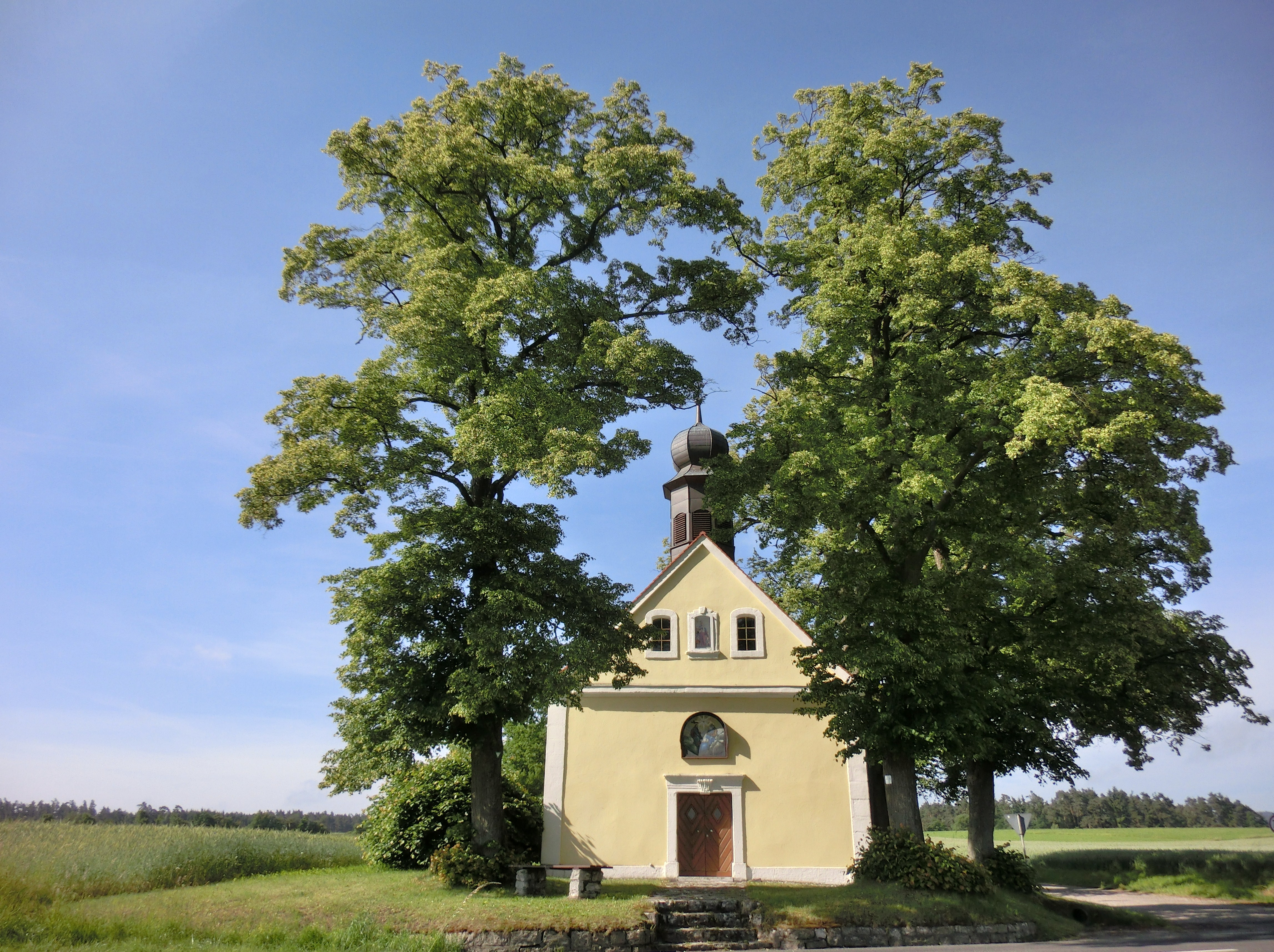
Dreifaltigkeitskapelle bei Schlammersdorf

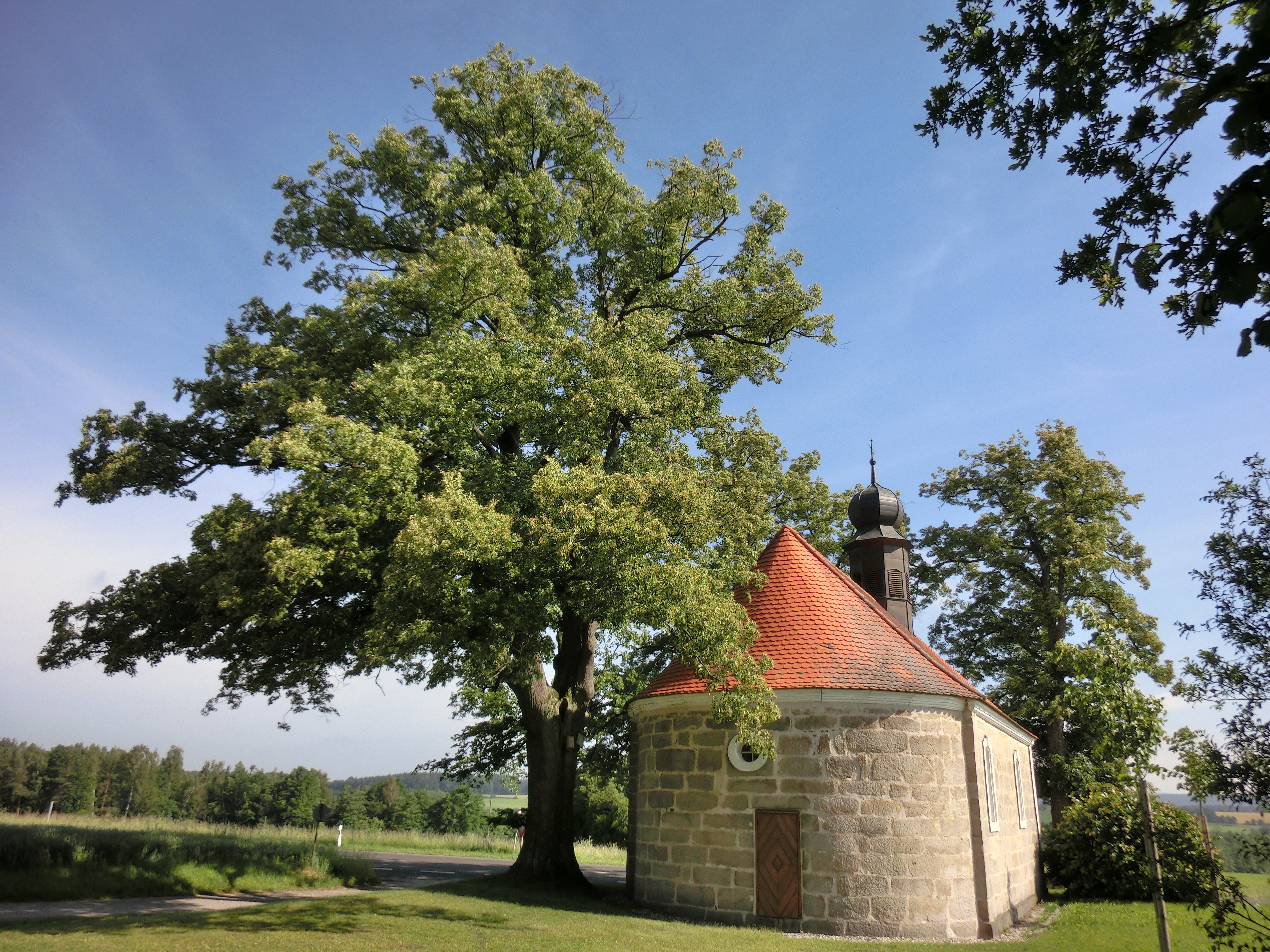
Chorseite der Dreifaltigkeitskapelle

Die römisch-katholische Dreifaltigkeitskapelle westlich vom oberpfälzischen Ort Schlammersdorf liegt südlich der nach Naslitz führenden Staatsstraße 2122 im Landkreis Neustadt an der Waldnaab. Sie gehört zur Klosterpfarrei Speinshart.

## Geschichte
1816/17 wurde hier an der Stelle eines barocken Vorgängerbaus diese Kapelle, welche der Allerheiligsten Dreifaltigkeit geweiht ist, errichtet. Sie besitzt einen kleinen Altar, das Altarbild zeigt die Krönung Mariens. Das Bild schuf der Auerbacher Maler Johann Karl.

## Baulichkeit
Die Kapelle ist eine Saalkirche mit einem Satteldach und einem eingezogenen, halbrund geschlossenem Chor. Die Kapelle ist aus Sandsteinquadern errichtet, wobei diese mit Ausnahme der Eingangsseite frei liegen. Sie besitzt einen Dachreiter mit einer barock anmutenden Zwiebelhaube, die aber die Jahreszahl „1927“ trägt. In dem Dachreiter hängt eine Kapellenglocke, die sich bis 1958 in der Pfarrkirche Schlammersdorf befunden hatte und 1938 von der Firma Georg Hofweber aus Regensburg gegossen wurde; sie hat ein Gewicht von 120 kg. Zwischen 1993 und 1995 wurde die Kapelle generalsaniert, wobei diese Renovierung wesentlich von dem Heimatforscher Josef Püttner angeregt und begleitet wurde.